# Dorcus
Dorcus är ett släkte av skalbaggar som beskrevs av William Sharp Macleay 1819. Det ingår i familjen ekoxbaggar.

## Bildgalleri

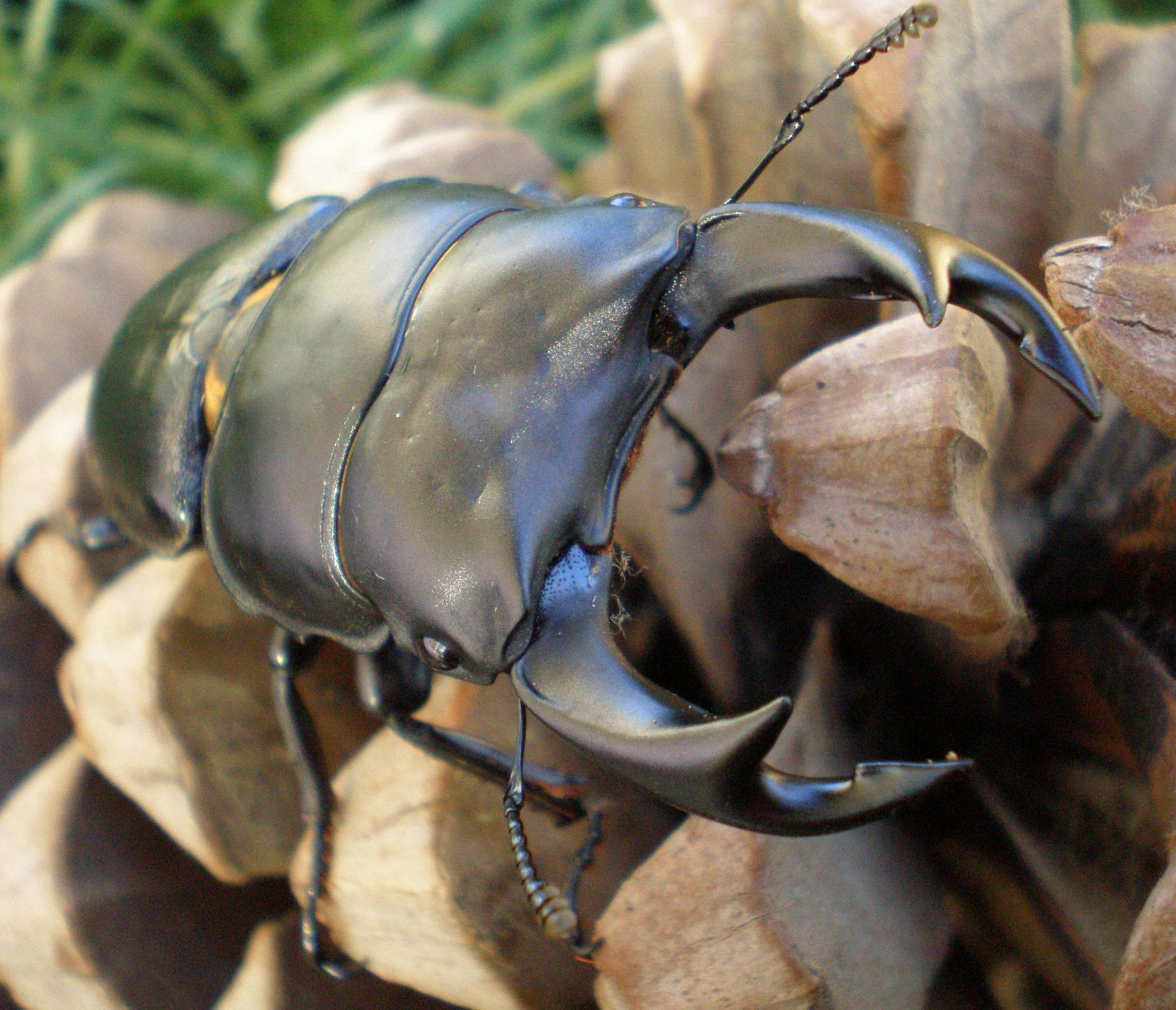
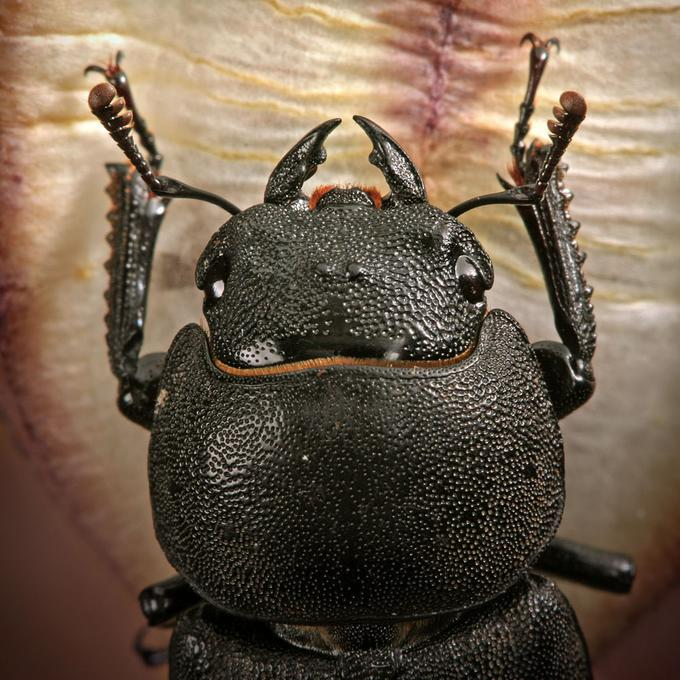
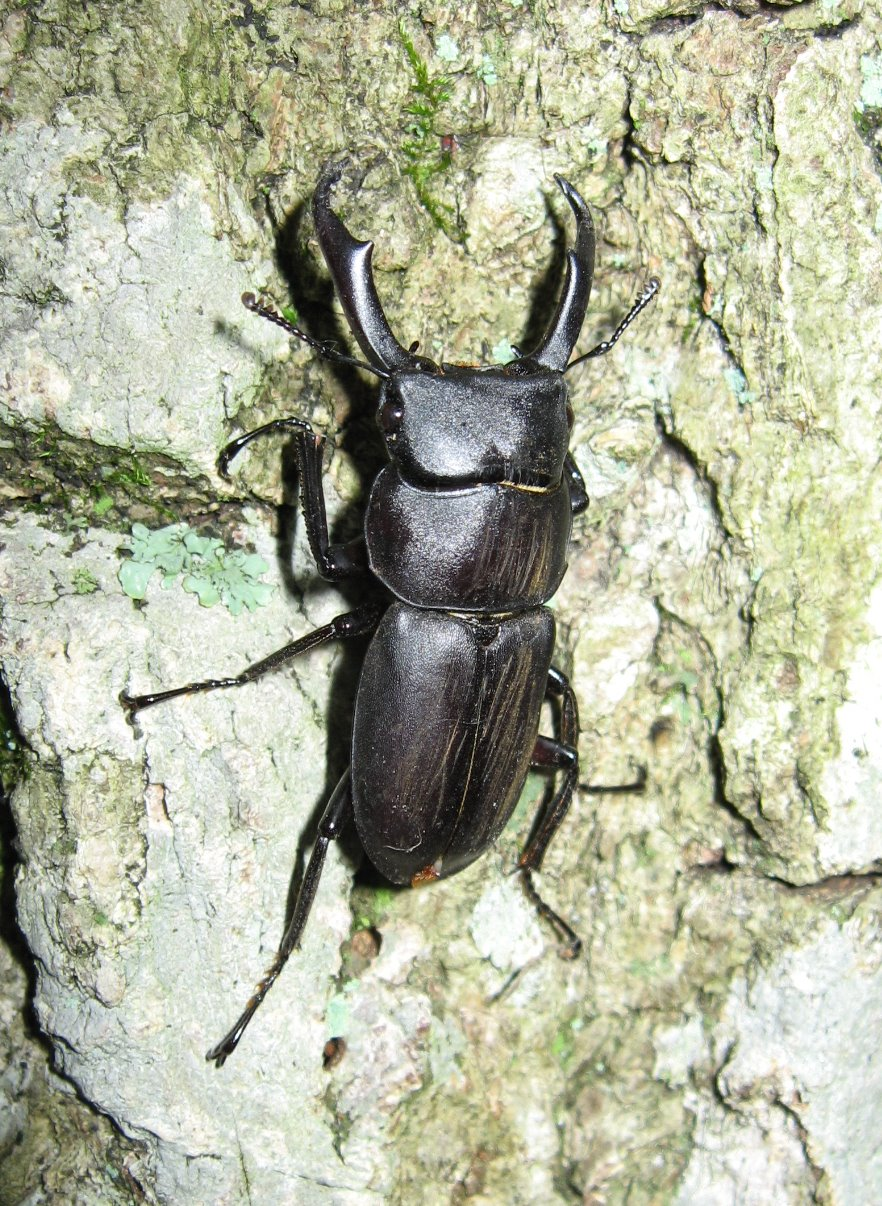
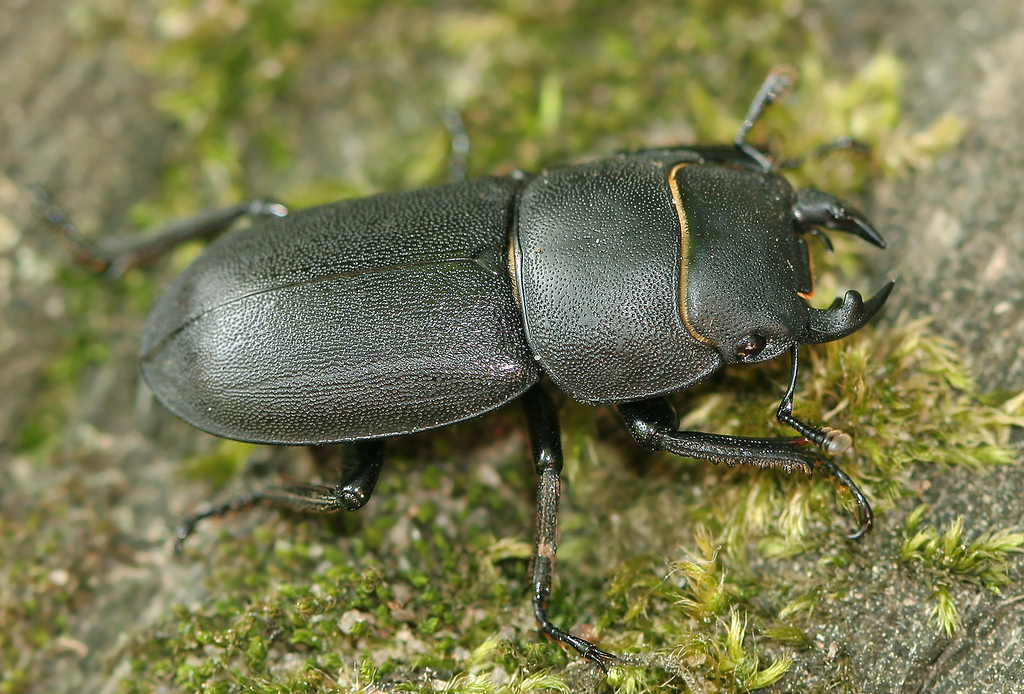
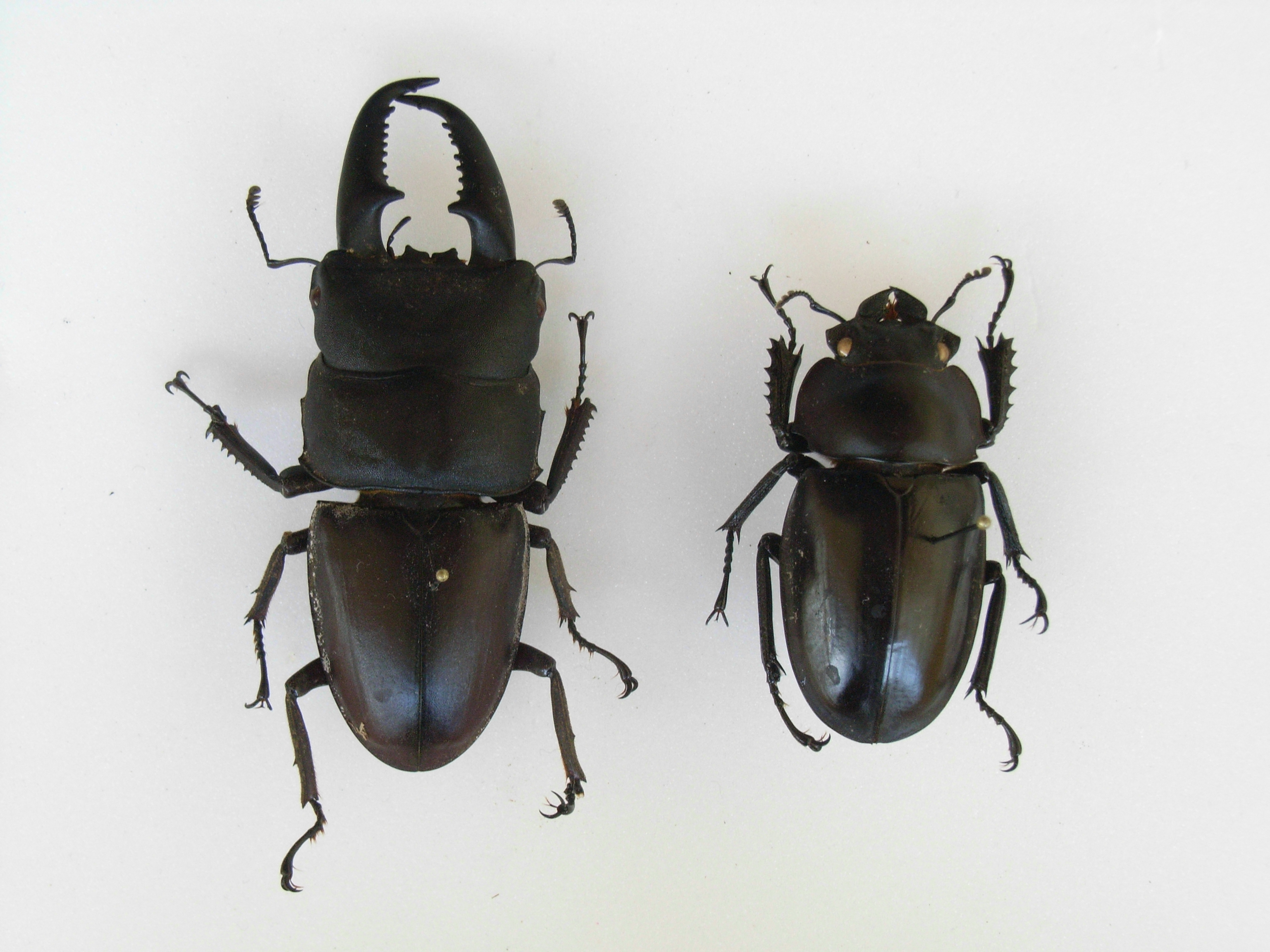